# Heinz-Günther Stobbe
Heinz-Günther Stobbe (* 1948 in Hersbruck) ist ein deutscher katholischer Theologe.

## Leben und Wirken
Er studierte Germanistik, Philosophie und katholische Theologie in Bamberg, Tübingen und Münster.
1986 wurde er zum Professor für Theologische Propädeutik bzw. Ökumenik und Friedensforschung an der Universität Münster berufen. Von 1996 bis 2013 lehrte er als Professor für Systematische Theologie und theologische Friedensforschung an der Universität Siegen.
Seine Schwerpunkte in der Forschung sind Ekklesiologie, Friedensethik, konziliarer Prozess für Gerechtigkeit und Frieden und Bewahrung der Schöpfung und seine Schwerpunkte in der Lehre sind philosophische Grundfragen der Theologie, Dogmatik (Gotteslehre, Christologie, Ekklesiologie).

## Schriften (Auswahl)
- Hermeneutik – ein ökumenisches Problem. Eine Kritik der katholischen Gadamer-Rezeption (= Ökumenische Theologie. Band 8). Benziger/Gütersloher Verlagshaus, Zürich/Köln/Gütersloh 2004, ISBN 3-579-00163-9 (zugleich Dissertation, Münster 1977).
- mit Heinrich Dauber und Friedhelm Beiner: Heute für morgen, mit Kindern für die Zukunft sorgen. Referate anlässlich der Fachtagung zur Eröffnung des Fortbildungsjahres für Sozialpädagogische Fachkräfte Katholischer Tageseinrichtungen für Kinder im Erzbistum Köln (= Schriftenreihe des Diözesan-Caritasverbandes Köln. Heft 11). Diözesan-Caritasverband für das Erzbistum Köln, Köln 1993, OCLC 311927640.
- Vom Geist der Übertretung und Vernichtung. Der Ursprung der Gewalt im Denken des Marquis de Sade. Pustet, Regensburg 2002, ISBN 3-7917-1793-6.
- Religion, Gewalt und Krieg. Eine Einführung (= Theologie und Frieden. Band 40). Kohlhammer, Stuttgart 2010, ISBN 978-3-17-021372-2.